# Genysa decorsei
Genysa decorsei är en spindelart som först beskrevs av Simon 1902.  Genysa decorsei ingår i släktet Genysa och familjen Idiopidae.
Artens utbredningsområde är Madagaskar. Inga underarter finns listade i Catalogue of Life.